# Costifrons parvidens
Costifrons parvidens är en stekelart som först beskrevs av Cameron 1906.  Costifrons parvidens ingår i släktet Costifrons och familjen brokparasitsteklar. Inga underarter finns listade i Catalogue of Life.